# Европско првенство у атлетици за млађе сениоре 2007 — 3.000 метара препреке за жене
Такмичење у трчању на 3.000 метара са препрекама у женској конкуренцији на 6. Европском првенству у атлетици за млађе сениоре 2007. у Дебрецину одржано је 13. и 15. јула 2007. на атлетском стадиону Иштван Ђулаи.
Титулу освојену у Ерфурту 2005, одбранила је Катажина Ковалска из Пољске.

## Земље учеснице
Учествовало је 19 такмичарки из 15 земаља.
1. Белгија (1)
2. Белорусија (1)
3. Италија (1)
4. Кипар (1)
5. Молдавија (1)
6. Немачка (3)
7. Норвешка (1)
8. Пољска (2)
9. Португалија (2)
10. Румунија (1)
11. Србија (1)
12. Уједињено Краљевство (1)
13. Француска (1)
14. Чешка (1)
15. Шпанија (1)

## Освајачи медаља
|                            |                           |                            |
| Катажина Ковалска · Пољска | Анкута Бобочел · Румунија | Сара Мореира · Португалија |

## Сатница
| Датум   | Време | Коло          |
| ------- | ----- | ------------- |
| 13. јул | 10:40 | Квалификације |
| 15. јул | 16:05 | Финале        |

## Рекорди
| Рекорди пре почетка Европског првенства 2007.     | Рекорди пре почетка Европског првенства 2007. | Рекорди пре почетка Европског првенства 2007. | Рекорди пре почетка Европског првенства 2007. | Рекорди пре почетка Европског првенства 2007. | Рекорди пре почетка Европског првенства 2007. |
| Рекорди                                           | Атлетичарка                                   | Земља                                         | Време                                         | Место                                         | Датум                                         |
| ------------------------------------------------- | --------------------------------------------- | --------------------------------------------- | --------------------------------------------- | --------------------------------------------- | --------------------------------------------- |
| Европски рекорд У-23                              | Љубов Иванова                                 | Русија                                        | 9:24,78                                       | Тула, Русија                                  | 10. август 2003.                              |
| Рекорди европских првенстава У-23                 | Љубов Иванова                                 | Русија                                        | 9:41,16                                       | Бидгошч, Пољска                               | 19. јул 2003.                                 |
| Рекорди после завршеног Европског првенства 2007. |                                               |                                               |                                               |                                               |                                               |
| Рекорди европских првенстава У-23                 | Катажина Ковалска                             | Пољска                                        | 9:39,40                                       | Дебрецин, Мађарска                            | 15. јул 2007.                                 |

## Резултати

### Квалификације
Квалификације су одржане 13. јула 2007. године. Такмичарке су биле подељене у две група. У финале су се пласирале прве 4 из сваке групе (КВ) и 4 на основу резултата (кв).
Старт: група 1 у 10:40, група 2 у 10:55.
| Место | Група | Атлетичарка           | Земља                | ЛР | ЛРС | Резултат | Белешка  |
| ----- | ----- | --------------------- | -------------------- | -- | --- | -------- | -------- |
| 1.    | 1     | Елоди Мутон           | Француска            |    |     | 9:55,19  | КВ, НРмс |
| 2.    | 1     | Катажина Ковалска     | Пољска               |    |     | 9:56,01  | КВ       |
| 3.    | 1     | Тереса Урбина         | Шпанија              |    |     | 9:57,86  | КВ, НРмс |
| 4.    | 1     | Верена Драјер         | Шпанија              |    |     | 9:58,74  | КВ       |
| 5.    | 2     | Анкута Бобочел        | Румунија             |    |     | 10:01,50 | КВ, ЛРС  |
| 6.    | 1     | Оксана Јуравел        | Молдавија            |    |     | 10:02,09 | кв       |
| 7.    | 2     | Биљана Јовић          | Србија               |    |     | 10:02,24 | НР, ЛР   |
| 8.    | 2     | Сара Мореира          | Португалија          |    |     | 10:02,27 | КВ       |
| 9.    | 1     | Ирина Баханоускаја    | Белорусија           |    |     | 10:02,63 | кв, НРмс |
| 10.   | 2     | Јулија Хилер          | Немачка              |    |     | 10:02,27 | КВ       |
| 11.   | 2     | Сиље Фјертофт         | Норвешка             |    |     | 10:10,85 | кв       |
| 12.   | 1     | Каролин Ланг          | Немачка              |    |     | 10:17,99 | кв       |
| 13.   | 2     | Лизи Хол              | Уједињено Краљевство |    |     | 10:24,34 |          |
| 14.   | 1     | Селин де Шридер       | Белгија              |    |     | 10:28,86 |          |
| 15.   | 2     | Катја Либертоне       | Италија              |    |     | 10:29,25 |          |
| 16.   | 2     | Ивона Левандовска     | Пољска               |    |     | 10:35,98 |          |
| 17.   | 2     | Ленка Птачкова        | Чешка                |    |     | 11:00,30 |          |
| 18.   | 1     | Лаура Азеведо         | Португалија          |    |     | 11:01,67 |          |
|       | 1     | Елпида Христодоулидоу | Кипар                |    |     | НЗ       |          |

### Финале
Финале је одржано 15. јула 2007. године у 16:05.
| Место | Атлетичарка        | Земља       | Резултат | Белешка     |
| ----- | ------------------ | ----------- | -------- | ----------- |
|       | Катажина Ковалска  | Пољска      | 9:39,40  | РЕПмс, НРмс |
|       | Анкута Бобочел     | Румунија    | 9:41,84  | НРмс        |
|       | Сара Мореира       | Португалија | 9:42,47  | НРмс        |
| 4.    | Верена Драјер      | Немачка     | 9:58,39  |             |
| 5.    | Тереса Урбина      | Шпанија     | 10:03,80 |             |
| 6.    | Сиље Фјертофт      | Норвешка    | 10:09,81 |             |
| 7.    | Биљана Јовић       | Србија      | 10:13,95 |             |
| 8.    | Елоди Мутон        | Француска   | 10:16,39 |             |
| 9.    | Каролин Ланг       | Немачка     | 16:31,63 |             |
| 10.   | Оксана Јуравел     | Молдавија   | 10:16,64 |             |
| 11.   | Ирина Баханоускаја | Белорусија  | 10:23,34 |             |
|       | Јулија Хилер       | Немачка     | НЗ       |             |